# Kathleen Hughes
Elizabeth Margaret von Gerkan, connue sous le nom de scène de Kathleen Hughes (née le 14 novembre 1928 à Hollywood en Californie et morte le 19 mai 2025), est une actrice américaine. 

## Biographie

### Famille
Kathleen Hughes est mariée avec le producteur Stanley Rubin depuis le 25 juillet 1954. Ils ont quatre enfants. Elle est la cousine de Diana Herbert, également actrice.

## Filmographie

### Cinéma

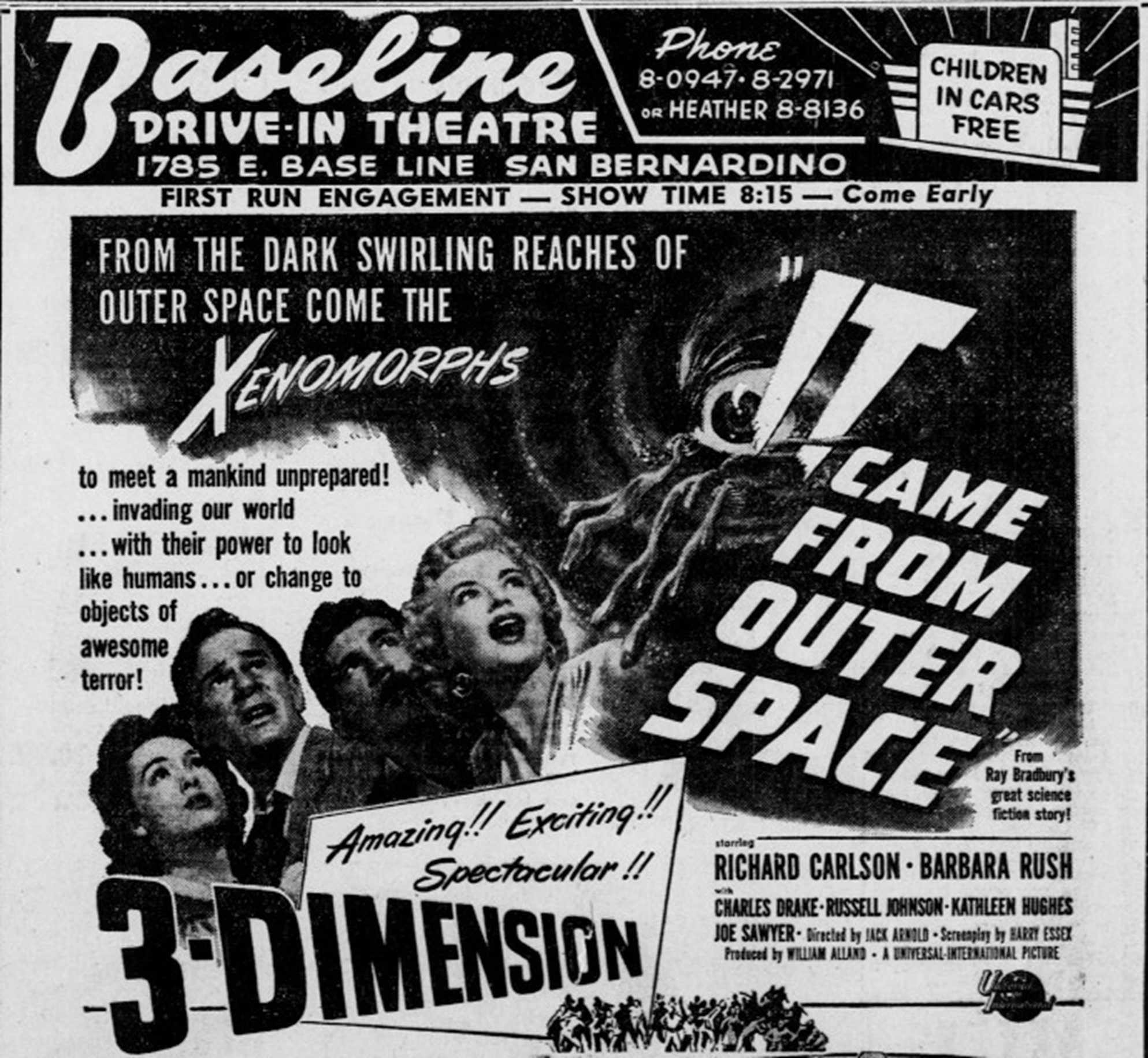
Affiche publicitaire du film Le Météore de la nuit (1953).

- 1948 : La Femme aux cigarettes (Road House) de Jean Negulesco : La patronne du bar
- 1949 : Monsieur Belvédère au collège (Mr. Belvedere Goes to College) d'Elliott Nugent : Kay Nelson
- 1949 : Maman est étudiante (Mother Is a Freshman) de Lloyd Bacon : Rhoda Adams
- 1949 : It Happens Every Spring de Lloyd Bacon : Sarah
- 1951 : Mark Dixon, détective (Where the Sidewalk Ends) d'Otto Preminger  : Une secrétaire (non créditée)
- 1951 : Aventure à Tokyo (Call Me Mister) de Lloyd Bacon : Une serveuse
- 1951 : La Femme de mes rêves (I'll See You in My Dreams) de Michael Curtiz : Une infirmière
- 1951 : La Bonne Combine  (Mister 880) d'Edmund Goulding : Une secrétaire (non créditée)
- 1951 : Le Temps des cerises (Take Care of My Little Girl) de Jean Negulesco : Jenny Barker
- 1952 : Sally et sainte Anne (Sally and Saint Anne) de Rudolph Maté : Lois Foran
- 1952 : Entre hommes (For Men Only) de Paul Henreid : Tracy Norman
- 1953 : Le Météore de la nuit (It Came from Outer Space) de Jack Arnold : Jane Dean, la fiancée de George
- 1953 : La Légende de l'épée magique (The Golden Blade) de Nathan Juran : Bakhamra
- 1953 : Thy Neighbor's Wife d' Hugo Haas : Anushka
- 1954 : Le Crime de la semaine  (The Glass Web) de Jack Arnold : Paula Ranier
- 1954 : Vengeance à l'aube (Dawn at Socorro) de George Sherman : Clare
- 1955 : Le Culte du cobra (Cult of the Cobra) de Francis D. Lyon : Julia Thompson
- 1956 : Three Bad Sisters de Gilbert Kay : Valerie Craig
- 1958 : Unwed Mother de Walter Doniger : Linda
- 1966 : Promise Her Anything d' Arthur Hiller : Une invitée
- 1967 : La Folle Mission du docteur Schaeffer (The President's Analyst) de Théodore J. Flicker : Une touriste à la maison blanche
- 1971 : The Late Liz de Dick Ross : Elaine Rich
- 1974 : The Take de Robert Hartford-Davis : Une infirmière d'école
- 1991 : Vengeance  (Revenge) de Tony Scott : la Mère supérieure
- 2018 : Swamp Women Kissing Booth de Tori Pope (Court-métrage) : Matilda

### Télévision
- 1956 : December Bride (Série TV) : Amber Winslow
- 1956 : Telephone Time (Série TV) : Sophia
- 1956-1957 : Alfred Hitchcock présente (Alfred Hitchcock presents) (Série TV) : Marian Koster / Ann Nash
- 1957 : Official Detective (Série TV) : Eva
- 1958 : The Adventures of Ozzie and Harriet (Série TV) : Une musicienne
- 1958 : The Bob Cummings Show (Série TV) : Mary / Mildred
- 1959 : 77 Sunset Strip (Série TV) : Florence Callahan
- 1959 : Hotel de Paree (Série TV) : Cara
- 1960 : Tightrope (Série TV) : Susan
- 1960 : Markham (Série TV) : Linda Morrisey
- 1960-1962 : General Electric Theater (Série TV) : Victoria Willis / Sheila / Paula O'Hara
- 1960-1962 : Bachelor Father (Série TV) : Pat Larchmont / Elaine Rogers / Louise Spencer
- 1961 : Dante (Série TV) : Sara
- 1961 : The Tall Man (Série TV) : Nita Jardine
- 1962 : Perry Mason (Série TV) : Lita Krail
- 1965 : Gomer Pyle, U.S.M.C. (Série TV) : Toby Comstock
- 1967 : Mission impossible (Série TV) : Fran Williams
- 1967 : Jeannie de mes rêves (I Dream of Jeannie) (Série TV) : Sue
- 1968-1969 : Madame et son fantôme (The Ghost and Mrs. Muir) (Série TV) : Mme Coburn
- 1969 : Julia (Série TV) : Mme Blanchard
- 1969-1970 : Bracken's World (Série TV) : Jane Mitchell / Mitch
- 1970 : Here's Lucy (Série TV) : Mme Portnoy
- 1971 : To Rome with Love (Série TV) : Mme Blaine
- 1971 : The Interns (Série TV) : Miss Manning
- 1972 : The Bold Ones: The New Doctors (Série TV) : Mme Carlson
- 1973 : MASH (Série TV) : Lorraine Blake
- 1974 : Barnaby Jones (Série TV) : La réceptionniste du salon de beauté
- 1974 : Lucas Tanner (Série TV) : Clare Jay
- 1974- 1975 : Docteur Marcus Welby (Marcus Welby M.D.) (Série TV) : Une infirmière / Kathy
- 1975 : Babe (Série TV) : Nancy Armitage
- 1975 : Médecins d'aujourd'hui (Medical Center) (Série TV) : Une hôtesse
- 1976 : The Blue Knight (Série TV) : Une serveuse
- 1976 : Executive Suite (Série TV) : Helga
- 1977 : The Spell (Téléfilm) : Fenetia
- 1979 : ...And Your Name Is Jonah (Téléfilm) : Infirmière Hubert
- 1980 : Quincy (Série TV) : La secrétaire de Warren
- 1982 : Les amours perdues (Forbidden Love) (Téléfilm) : Sybil
- 1984 : Finder of Lost Loves (Téléfilm) : Une secrétaire